# يوهان بيرغر (أستاذ جامعي)
يوهان بيرغر (بالألمانية: Johann Berger)‏ هو كاتب غير روائي نمساوي، ولد في 11 أبريل 1845 في غراتس في النمسا، وتوفي بنفس المكان في 17 أكتوبر 1933.

## وصلات خارجية
- يوهان بيرغر على موقع مباريات الشطرنج (الإنجليزية)
- يوهان بيرغر على موقع 365Chess.com (الإنجليزية)
- يوهان بيرغر على موقع Chesstempo.com (الإنجليزية)